# Preetz

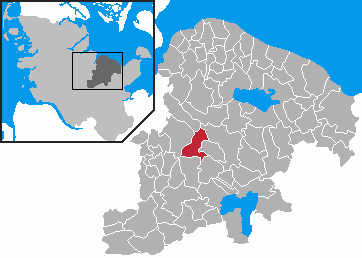
Situation de la ville de Preetz

Preetz (/ˈpʁeːts?) est une ville allemande du Land de Schleswig-Holstein, appartenant à l'arrondissement de Plön. Sa population était de 15 958 habitants au 31 décembre 2018.

## Histoire
Le village de Poretz est mentionné pour la première fois en 1185 dans les Versus de Vicelino. Son nom vient du wende po reke (près de la rivière) et s'est transformé en Preetz au cours des âges. Une église est construite en 1210 et le comte Albert d'Orlamünde fait venir des bénédictines l'année suivante qui y construisent une abbaye (Campus Beatæ Mariæ), presque entièrement détruite aujourd'hui.
La ville est connue au XIXe siècle par le nombre et l'importance de ses ateliers de cordonneries. Elle obtient des droits partiels de ville en 1870 et les droits intégraux en 1901. La mairie est construite en 1871.

## Jumelages
- Blandford Forum (Angleterre) depuis 1979
- Stavenhagen (Allemagne) depuis 1990
- Tapa (Estonie) depuis 1990
- Neman (Russie) depuis 1991

## Personnalités liées
- Karl Genzken (1885-1957), médecin nazi et accusé du procès des Médecins